# Sophie Adlersparre
Sophie Adolfina Adlersparre  (Borgholm, Öland, 1808. március 6. – Stockholm, 1862. március 23.) svéd festőművész.

## Élete

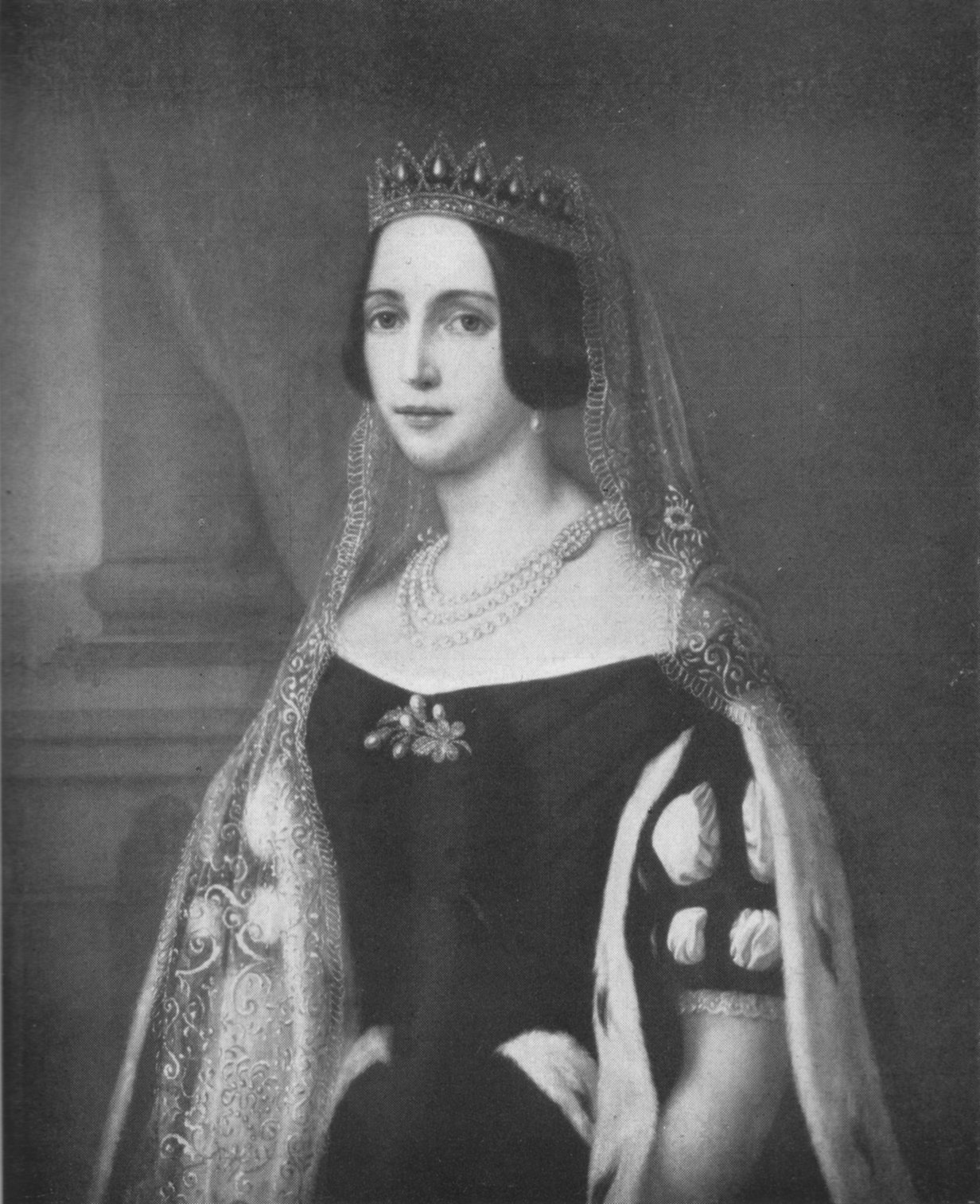
Jozefina svéd királyné portréja

Édesapja Öland sziget kormányzója volt. Már gyermekkorában tehetségesen rajzolt. C. F. Pedersen festőművész hajótörést szenvedett Öland partjainál, és rajzórákat adott Sophie-nak. 1830-ban a család Stockholmba költözött, ahol Carl Gustaf Qvarnström, Johan Gustaf Sandberg és Olof Johan Södermark voltak mesterei.
1836-ban Jozefina svéd királyné felkérte Sophie-t, hogy fesse meg arcképét. A királyné ajánló levelekkel is ellátta, amikor tanulmányútra indult Németországba, Itáliába és Franciaországba. 1839–40-ben Léon Cogniets-nél tanult Párizsban. Hazatérése után rajziskolát nyitott, tanítványai között volt Amalia Lindegren is.
1845-ben Jozefina királyné pénzügyi támogatásával indult párizsi tanulmányútra. Drezdában, ahol régi festményeket is másolt, Johan Christian Dahl és Caspar David Friedrich voltak rá nagy hatással. 1851 és 1855 között Münchenben, Bolognában, Firenzében és Rómában képezte magát. Rómában tagja lett a svéd művészkolóniának, és kapcsolatba került a Johann Friedrich Overbeck vezette nazarénus festőkkel. Katolikus hitre tért, és IX. Piusz pápáról festett képet. 1855-ben visszatért Stockholmba, számos híres festmény reprodukcióját vitte magával, és kiállítást rendezett. Sophie Raffello képeinek elismert másolója volt. 
1862-ben tért vissza végleg Svédországba, az írók és művészek egyesületétől havi járadékban részesült, de hamarosan meghalt. Feminista sógornője, Sophie Leijonhufvud-Adlersparre mozgalmat indított a parlamentben, hogy a nők is részesülhessenek állami oktatásban. 1864-ben elfogadták az erről szóló törvényt és a Svéd Királyi Szépművészeti Akadémián elindították az első leányosztályt.